# Friedrich von Ammon
Wilhelm Friedrich Philipp von Ammon  (* 16. Februar 1791 in Erlangen; † 18. September 1855 ebenda) war ein deutscher Professor für Evangelische Theologie, Erlanger Stadtpfarrer und Dekan.

## Herkunft
Er entstammte bayerischem und sächsischem Adel, der aus Nürnberg stammte. Ammon war der Sohn des königlich sächsischen Oberhofpredigers Christoph Ammon (1766–1850), Vizepräsident des evangelischen Landeskonsistoriums in Dresden, und dessen erster Ehefrau Elisabetha Breyer (1771–1822), Tochter des Theologen Johann Friedrich Breyer. Vater Christoph wurde mit seinen Brüdern mit Diplom vom 21. September 1824 in den Adelsmatrikel des Königreichs Bayern einverleibt und hatte zudem die Erlaubnis erhalten sich mit seinen Nachkommen dieses Adels auch im Königreich Sachsen bedienen zu dürfen.

## Familie
Ammon heiratete am 24. Juni 1824 in Gunzenhausen (Mittelfranken) Mathilde Klingsohr (* 21. August 1805 in Gunzenhausen; † 21. Mai 1845 in Erlangen). Das Paar hatte mehrere Kinder:
- Johann Friedrich Rudolf Wilhelm (* 1. Mai 1825; † 4. März 1863) ⚭ 1858 Freiin Luise von Hohenhausen und Hochhaus (* 30. Mai 1834)
- Sophie Marianne Frederike Therese Ida (* 9. Mai 1826; † 30. Januar 1904) ⚭ 1847 Dr. med. Ottomar Reich († 18. Mai 1895)
- Johann Eduard Max Oskar (* 24. November 1826; † 24. Juni 1909) ⚭ 1858 Caroline Wilhelmine Emma von Waechter (* 24. April 1840; † 24. Oktober 1911)
- Ludwig Karl Gustav (* 19. August 1830; † 19. November 1901) ⚭ 1857 Maria Anna Sophie Degen (* 15. Mai 1830; † 20. Mai 1899)
- Anna Sophie Wilhelmine Mathilde Natalie (1832–1838)
- Friedrich Karl Moritz (1834–1834)
- Friedrich Marianus Alexander Edmund (* 16. November 1836; † 6. Januar 1903), Apotheker ⚭ Anna Maria Sophia Keller (* 6. Dezember 1850)

## Leben
Ammon studierte an der Friedrich-Alexander-Universität Erlangen und der Universität Jena. Am 13. Februar 1809 wurde er im Corps Baruthia, noch im selben Jahr auch im gerade gestifteten Corps Guestphalia Jena recipiert. Baruthia entzog ihm zweimal das Band.  Er wurde 1813 in Erlangen zum Dr. phil. promoviert. Im selben Jahr ordiniert, wirkte er als Pfarrer in Buttenheim und ab 1817 in Untermerzbach. 1819 kehrte er als Archidiakon an der Neustädter Kirche nach Erlangen zurück. Von 1823 bis 1855 wirkte er als Dekan. Nach der Habilitation 1820 war er zugleich Privatdozent für Theologie in Erlangen, ab 1821 außerordentlicher Professor und Zweiter Universitätsprediger.

## Schriften

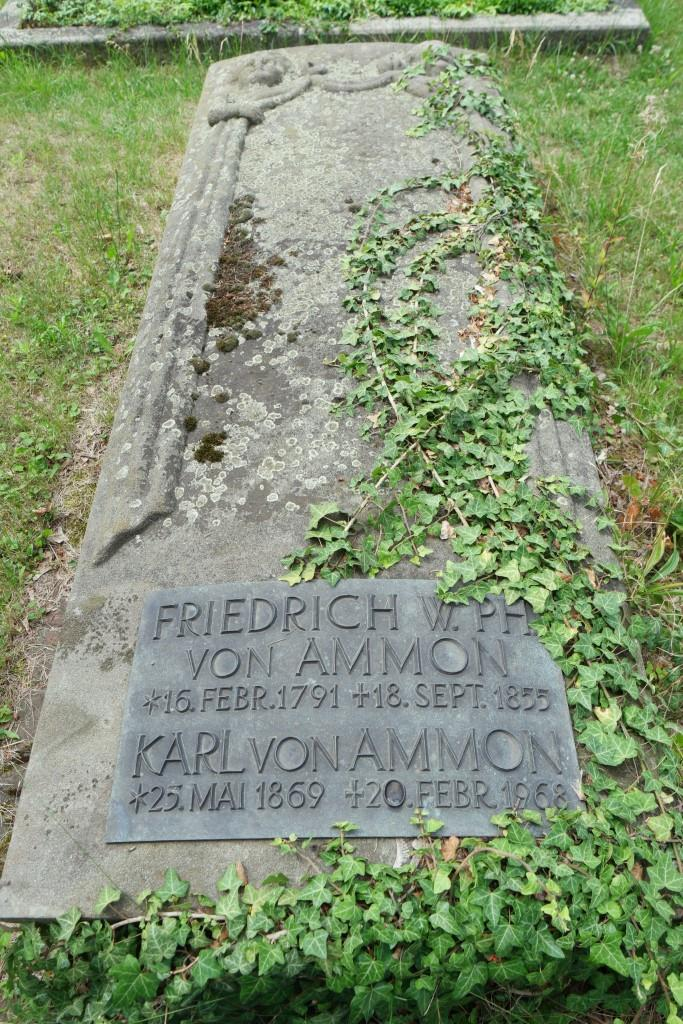
Ammons Grab auf dem Neustädter Friedhof (Erlangen)

- Einige Worte der Erinnerung, gesprochen am Grabe unseres geliebten Freundes Carl Franz Donauer. Erlangen (Kunstmann) o. J. (1811).
- Zwey Predigten bey seinem Amtswechsel zu Merzbach und Erlangen gehalten. Bamberg u. a. (Goebhardt) 1820.
- Andachtsbuch für Christen evangelischen Sinnes. Bamberg-Würzburg (Goebhardt) 1820.
- Christliche Religionsvorträge. Bamberg-Würzburg (Goebhardt) 1821.
- Andachtsbuch für die heranblühende Jugend. Bamberg 1822 (?)
- Predigt über Psalm 21,2-8 am 16. Februar 1824, als am 25jährigen Regierungsjubelfest Seiner Majestät, des Königs von Baiern, gehalten. Erlangen (Palm & Enke) 1824.
- Predigten über vorgeschriebene und freie Texte. Frankfurt a. M. (Wesché) 1825.
- Das Bild eines christlichen Gelehrten im hohen Alter: Predigt zum Gedächtniß des ... Herrn M. Johann Friedrich Breyer ... am X. Sonntage nach Trinitatis 1826. Erlangen (Kunstmann) 1826
- Geiler von Kaisersbergs Leben, Lehren und Predigten. Erlangen (Palm & Enke) 1826.
- Bilder und Gleichnisse aus Geiler von Keysersbergs Seelenparadiese. Programm zur Ankündigung der homiletischen Preisaufgabe für das Jahr 1826. Erlangen (Junge) 1826; Rückblick auf die vormalige Sophien- und Universitätskirche zu Erlangen. Programm zur Ankündigung der homiletischen Preisvertheilung für das Jahr 1826, Erlangen (Junge) 1826; Rudolph's und Ida's Briefe über die Unterscheidungslehren der protestantischen und katholischen Kirche, Dresden-Leipzig (Arnoldi) 1827.
- Evangelisches Jubelfestbuch zur dritten Säcularfeier der Augsburger Confession, oder die Augsburger Confession, Geschichte ihrer Uebergabe und ihrer ersten und zweiten Säcularfeier. Erlangen (Palm & Enke) 1829.
- Luther, wie er sich selber schildert. Programm, zur Ankündigung der homiletischen Preisverleihung am 25. August 1829. Erlangen 1829.
- Predigt am 25. Juni 1830 als am 3. Säcularfeste der Uebergabe der Augsburger Confession zu Erlangen gehalten, Erlangen (Kunstmann) 1830; Fragment über die Verpflichtung des Geistlichen zu Krankenbesuchen in der Seuche: Programm zur Ankündigung der homiletischen Preisvertheilung für das Jahr 1831 und der Preisaufgabe für 1832. Erlangen (Kunstmann) 1831; Denkmal der dritten Säcularfeier der Uebergabe der Augsburger Confession in den deutschen Bundesstaaten, Erlangen (Palm & Enke) 1831.
- Galerie der denkwürdigsten Personen, welche im XVI., XVII. und XVIII. Jahrhunderte von der evangelischen zur katholischen Kirche übergetreten sind. Erlangen (Palm & Enke) 1833.